# Walenty Ciechomski
Walenty Ciechomski (Ciechowski) (ur. 3 lutego 1840 w Sokołowie, zm. 26 lutego 1914 we wsi Mokotów) – uczestnik powstania styczniowego, zwany „ostatnim sołtysem wsi Mokotów”.

## Życiorys
Urodził się w podwarszawskim Sokołowie w 1840 roku, ochrzczony w Pęcicach w  kościele św. Piotra i Pawła
W 1863 roku wziął udział w powstaniu styczniowym. Poszukiwany za ten czyn w guberni Warszawskiej i Radomskiej. Po klęsce powstania został wcielony do carskiej armii.
W latach 70. XIX wieku został zwolniony do rezerwy i osiedlił się w Szopach. W 1874 ożenił się z pochodzącą stamtąd Marianną Cendrowską, z którą miał szóstkę dzieci: Annę, Rozalię, Salomee, Leona, Stanisława i Wacława. Od 1875 roku był wymieniany jako mieszkaniec wsi Mokotów.
W tym czasie zajmował się ogrodnictwem oraz był wyrobnikiem. W latach późniejszych objął stanowisko sołtysa wsi Mokotów.
Walenty Ciechomski zmarł 26 lutego 1914, został pochowany na starym cmentarzu na Służewie w Warszawie.

## Upamiętnienie
Jego grób ozdobiony jest inskrypcją: „Ostatni sołtys wsi Mokotów, Weteran Powstania 1863 r.” 

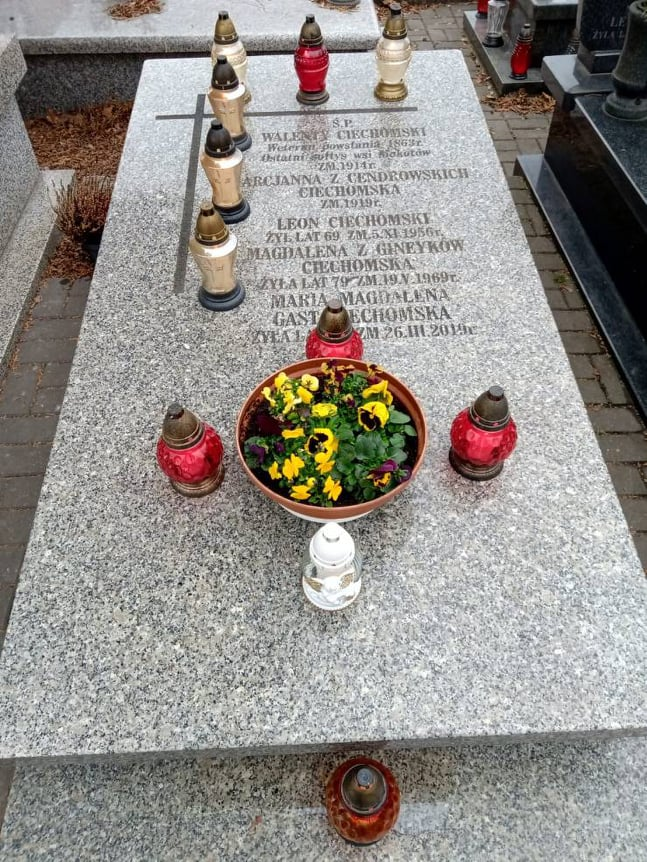
Grób Walentego Ciechomskiego

Na dawnych terenie jego domu znajduje się pomnik przyrody ‘Grusza Walentego Ciechomskiego’. Drzewo znajduje się przy skrzyżowaniu ulic Bałuckiego i Racławickiej.

## Legenda miejska

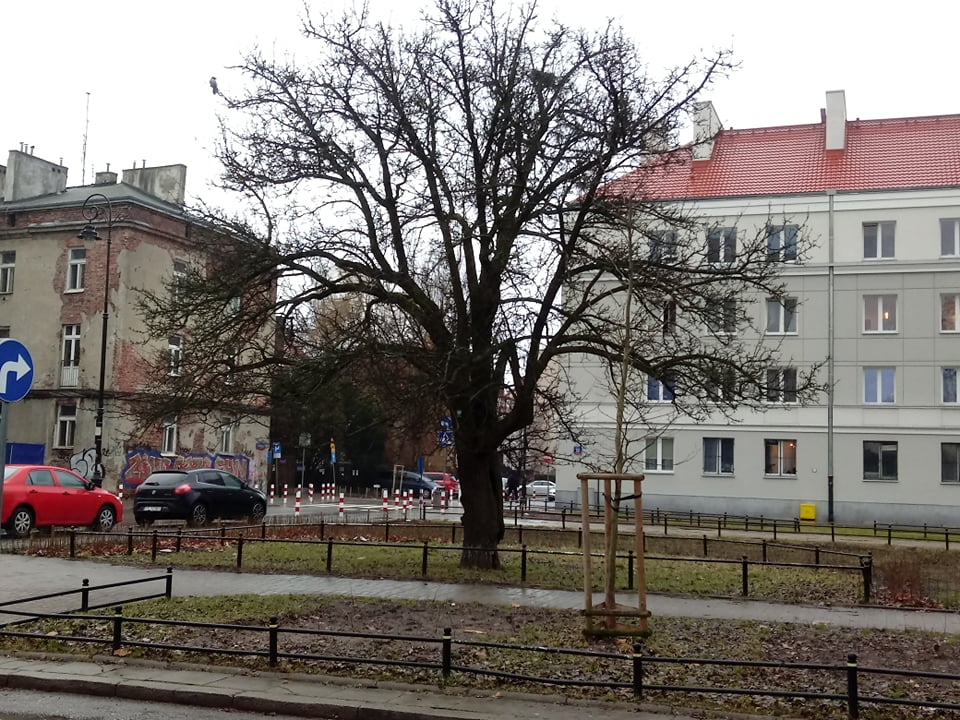
Grusza Walentego Ciechomskiego

O Walentym Ciechomskich krąży kilka miejskich legend, część z nich znajduje potwierdzenie lub jest prawdopodobnych. 
Walenty Ciechomski miał być sołtysem wsi Mokotów, obszaru który dziś jest tożsamy z obszarem  Starego Mokotowa. Potwierdzają to wzmianki w prasie, inskrypcja nagrobna oraz opis pomniku przyrody "Grusza Walentego Ciechomskiego". Dokładne lata, w których obejmował to stanowisko, są nieznane – jego przydomek „ostatni sołtys wsi Mokotów” sugeruje, że piastował to stanowisko aż do momentu, w którym wieś Mokotów została przyłączona w obręb Warszawy, a funkcja sołtysa przestała być potrzebna. Doszło do tego jednak w roku 1916, dwa lata po śmierci Ciechomskiego.
Pamiątkowa grusza, na dawnym terenie jego posiadłości, miała zostać posadzona w roku 1870, na pamiątkę osiedlenia się tam Ciechomskiego. Niektórzy badacze zwracają jednak uwagę na fakt, że drzewo nie wygląda na tak stare. Ponadto wybór gruszy na drzewo fundacyjne jest wyjątkowo niespotykany. Jako mieszkaniec wsi Mokotów Ciechomski wymieniany jest od 1875 roku, co nie potwierdza wersji o tak wczesnym zasadzeniu drzewa. Grusza mogła być, po prostu, jednym z drzew w jego ogrodzie, lub późniejszym samosiewem z takiego ogrodu.
Ciechomski miał mieć posiadłość w pobliżu owej gruszy. Jest to wielce prawdopodobne – w chwili śmierci działka, na której rośnie pamiątkowa grusza, była w jego posiadaniu. Rodzina Ciechomskich żyła w tamtym miejscu aż do lat 40. XX wieku.
Walenty Ciechomski miał brać udział w wojnie rosyjsko-tureckiej, co jest mało prawdopodobne. Jedyny konflikt pomiędzy tymi mocarstwami, w latach w których Ciechomski mógł brać udział, to wojna rosyjsko-turecka z lat 1877-1878, w tym czasie jednak nie służył już w rezerwie i zbliżał się do czterdziestego roku życia.
Podczas powstania warszawskiego, walczący mieszkańcy stolicy mieli szukać schronienia pod gruszą Ciechomskiego po udanym przebyciu kanałami ze Śródmieścia. Jest to mało prawdopodobne. Mokotowskie wyjścia z kanałów znajdowały się względnie blisko omawianego miejsca, jednak żadne źródło nie potwierdza takiej wersji.
Podczas powstania warszawskiego w pobliskiej kamienicy przy Racławickiej 17 stacjonował pułk „Baszta”, batalion „Bałtyk”, teren, względnie pustej, działki rodziny Ciechomskich był wykorzystywany przez powstańców m.in. do budowy umocnień oraz jako miejsce odpoczynku. Z zachowanych relacji możemy dowiedzieć się również, że pochowano tam powstańców zabitych w nalocie. Według innych relacji chowano zabitych Niemców
.